# Gran Premio de España de Motociclismo de 2007

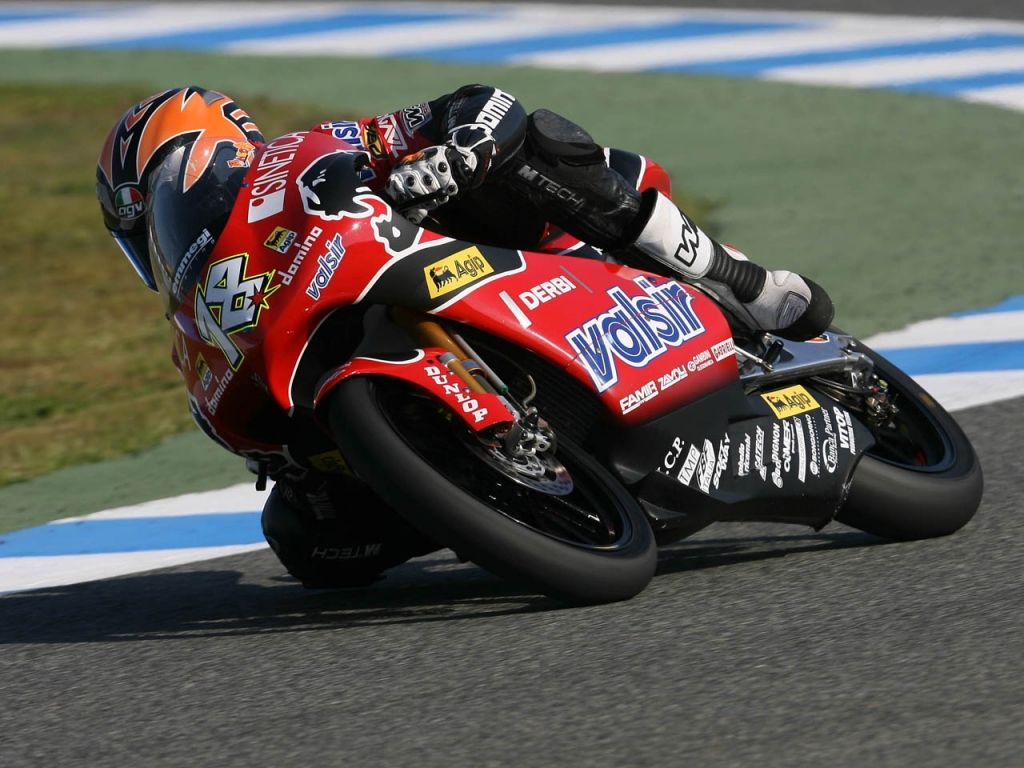
El español Nicolás Terol durante la prueba.

El Gran Premio de España de motociclismo de 2007 fue la segunda prueba del Campeonato del Mundo de Motociclismo de 2007. Tuvo lugar en el fin de semana del 23 al 25 de marzo de 2007 en el Circuito Permanente de Jerez, situado en la ciudad andaluza de Jerez de la Frontera, España. La carrera de MotoGP fue ganada por Valentino Rossi, seguido de Dani Pedrosa y Colin Edwards. Jorge Lorenzo ganó la prueba de 250cc, por delante de Álvaro Bautista y Andrea Dovizioso. La carrera de 125cc fue ganada por Gábor Talmácsi, Lukáš Pešek fue segundo y Héctor Faubel tercero.

## Clasificación

### Clasificación Moto GP
| Pos     | Nro | Piloto            | Constructor | Vueltas | Tiempo        | Parrilla salida | Puntos |
| ------- | --- | ----------------- | ----------- | ------- | ------------- | --------------- | ------ |
| 1       | 46  | Valentino Rossi   | Yamaha      | 27      | 45:53.340     | 2               | 25     |
| 2       | 26  | Dani Pedrosa      | Honda       | 27      | +1.246        | 1               | 20     |
| 3       | 5   | Colin Edwards     | Yamaha      | 27      | +2.701        | 4               | 16     |
| 4       | 24  | Toni Elías        | Honda       | 27      | +4.351        | 8               | 13     |
| 5       | 27  | Casey Stoner      | Ducati      | 27      | +4.993        | 5               | 11     |
| 6       | 7   | Carlos Checa      | Honda       | 27      | +10.000       | 3               | 10     |
| 7       | 1   | Nicky Hayden      | Honda       | 27      | +14.146       | 11              | 9      |
| 8       | 33  | Marco Melandri    | Honda       | 27      | +19.969       | 9               | 8      |
| 9       | 71  | Chris Vermeulen   | Suzuki      | 27      | +24.786       | 14              | 7      |
| 10      | 56  | Shinya Nakano     | Honda       | 27      | +24.955       | 7               | 6      |
| 11      | 4   | Alex Barros       | Ducati      | 27      | +25.008       | 13              | 5      |
| 12      | 65  | Loris Capirossi   | Ducati      | 27      | +25.852       | 15              | 4      |
| 13      | 14  | Randy de Puniet   | Kawasaki    | 27      | +26.445       | 12              | 3      |
| 14      | 6   | Makoto Tamada     | Yamaha      | 27      | +36.653       | 17              | 2      |
| 15      | 50  | Sylvain Guintoli  | Yamaha      | 27      | +36.744       | 20              | 1      |
| 16      | 10  | Kenny Roberts Jr. | KR212V      | 27      | +48.911       | 10              |        |
| 17      | 64  | Kousuke Akiyoshi  | Suzuki      | 27      | +50.784       | 19              |        |
| 18      | 19  | Olivier Jacque    | Kawasaki    | 27      | +1:00.901     | 16              |        |
| 19      | 21  | John Hopkins      | Suzuki      | 27      | +1:03.371     | 6               |        |
| DSQ     | 66  | Alex Hofmann      | Ducati      |         | Descalificado | 18              |        |
| Fuente: |     |                   |             |         |               |                 |        |

### Clasificación 250cc
| Pos     | Nro | Piloto              | Constructor | Vueltas | Tiempo    | Parrilla salida | Puntos |
| ------- | --- | ------------------- | ----------- | ------- | --------- | --------------- | ------ |
| 1       | 1   | Jorge Lorenzo       | Aprilia     | 26      | 45:35.846 | 1               | 25     |
| 2       | 19  | Álvaro Bautista     | Aprilia     | 26      | +0.218    | 5               | 20     |
| 3       | 34  | Andrea Dovizioso    | Honda       | 26      | +0.478    | 4               | 16     |
| 4       | 3   | Alex de Angelis     | Aprilia     | 26      | +8.156    | 13              | 13     |
| 5       | 6   | Alex Debón          | Aprilia     | 26      | +14.747   | 9               | 11     |
| 6       | 4   | Hiroshi Aoyama      | KTM         | 26      | +15.045   | 14              | 10     |
| 7       | 73  | Shuhei Aoyama       | Honda       | 26      | +17.918   | 8               | 9      |
| 8       | 55  | Yuki Takahashi      | Honda       | 26      | +28.438   | 15              | 8      |
| 9       | 14  | Anthony West        | Aprilia     | 26      | +39.435   | 16              | 7      |
| 10      | 28  | Dirk Heidolf        | Aprilia     | 26      | +1:02.689 | 18              | 6      |
| 11      | 32  | Fabrizio Lai        | Aprilia     | 26      | +1:06.813 | 12              | 5      |
| 12      | 8   | Ratthapark Wilairot | Honda       | 26      | +1:07.166 | 19              | 4      |
| 13      | 25  | Alex Baldolini      | Aprilia     | 26      | +1:07.371 | 23              | 3      |
| 14      | 50  | Eugene Laverty      | Honda       | 26      | +1:11.793 | 25              | 2      |
| 15      | 17  | Karel Abraham       | Aprilia     | 26      | +1:13.898 | 22              | 1      |
| 16      | 16  | Jules Cluzel        | Aprilia     | 26      | +1:32.684 | 26              |        |
| 17      | 44  | Taro Sekiguchi      | Aprilia     | 26      | +1:33.041 | 24              |        |
| 18      | 10  | Imre Tóth           | Aprilia     | 25      | +1 vuelta | 21              |        |
| Ret     | 36  | Mika Kallio         | KTM         | 18      | Retirada  | 11              |        |
| Ret     | 80  | Héctor Barberá      | Aprilia     | 15      | Caída     | 2               |        |
| Ret     | 60  | Julián Simón        | Honda       | 12      | Caída     | 3               |        |
| Ret     | 41  | Aleix Espargaró     | Aprilia     | 10      | Retirada  | 17              |        |
| Ret     | 9   | Arturo Tizón        | Aprilia     | 9       | Retirada  | 27              |        |
| Ret     | 12  | Thomas Lüthi        | Aprilia     | 6       | Retirada  | 10              |        |
| Ret     | 31  | Álvaro Molina       | Aprilia     | 2       | Caída     | 20              |        |
| Ret     | 53  | Santiago Barragan   | Honda       | 0       | Accident  | 28              |        |
| Ret     | 58  | Marco Simoncelli    | Gilera      | 0       | Caída     | 6               |        |
|         | 15  | Roberto Locatelli   | Gilera      |         | Caída     |                 |        |
| Fuente: |     |                     |             |         |           |                 |        |

### Clasificación 125cc
| Pos     | Nro | Piloto             | Constructor | Vueltas | Tiempo    | Parrilla salida | Puntos |
| ------- | --- | ------------------ | ----------- | ------- | --------- | --------------- | ------ |
| 1       | 14  | Gábor Talmácsi     | Aprilia     | 23      | 41:52.149 | 2               | 25     |
| 2       | 52  | Lukáš Pešek        | Derbi       | 23      | +0.014    | 3               | 20     |
| 3       | 55  | Héctor Faubel      | Aprilia     | 23      | +5.720    | 5               | 16     |
| 4       | 44  | Pol Espargaró      | Aprilia     | 23      | +6.489    | 7               | 13     |
| 5       | 33  | Sergio Gadea       | Aprilia     | 23      | +6.867    | 4               | 11     |
| 6       | 22  | Pablo Nieto        | Aprilia     | 23      | +9.219    | 9               | 10     |
| 7       | 11  | Sandro Cortese     | Aprilia     | 23      | +19.078   | 10              | 9      |
| 8       | 6   | Joan Olivé         | Aprilia     | 23      | +19.133   | 14              | 8      |
| 9       | 60  | Michael Ranseder   | Derbi       | 23      | +19.664   | 13              | 7      |
| 10      | 8   | Lorenzo Zanetti    | Aprilia     | 23      | +28.434   | 17              | 6      |
| 11      | 27  | Stefano Bianco     | Aprilia     | 23      | +28.815   | 22              | 5      |
| 12      | 29  | Andrea Iannone     | Aprilia     | 23      | +28.816   | 15              | 4      |
| 13      | 51  | Stevie Bonsey      | KTM         | 23      | +43.699   | 26              | 3      |
| 14      | 18  | Nicolás Terol      | Derbi       | 23      | +46.436   | 23              | 2      |
| 15      | 53  | Simone Grotzkyj    | Aprilia     | 23      | +48.081   | 25              | 1      |
| 16      | 30  | Pere Tutusaus      | Aprilia     | 23      | +48.579   | 18              |        |
| 17      | 34  | Randy Krummenacher | KTM         | 23      | +51.253   | 24              |        |
| 18      | 95  | Robert Muresan     | Derbi       | 23      | +52.160   | 29              |        |
| 19      | 77  | Dominique Aegerter | Aprilia     | 23      | +1:11.825 | 27              |        |
| 20      | 56  | Hugo Van den Berg  | Aprilia     | 23      | +1:13.134 | 33              |        |
| 21      | 37  | Joey Litjens       | Honda       | 23      | +1:20.289 | 31              |        |
| 22      | 76  | Iván Maestro       | Aprilia     | 23      | +1:23.752 | 28              |        |
| 23      | 13  | Dino Lombardi      | Honda       | 23      | +1:28.888 | 32              |        |
| 24      | 78  | Daniel Sáez        | Aprilia     | 23      | +1:31.676 | 34              |        |
| 25      | 20  | Roberto Tamburini  | Aprilia     | 23      | +1:45.176 | 35              |        |
| 26      | 38  | Bradley Smith      | Honda       | 23      | +1:45.208 | 11              |        |
| Ret     | 71  | Tomoyoshi Koyama   | KTM         | 19      | Caída     | 6               |        |
| Ret     | 15  | Federico Sandi     | Aprilia     | 19      | Caída     | 21              |        |
| Ret     | 99  | Danny Webb         | Honda       | 16      | Retirada  | 30              |        |
| Ret     | 7   | Alexis Masbou      | Honda       | 11      | Caída     | 16              |        |
| Ret     | 35  | Raffaele de Rosa   | Aprilia     | 3       | Caída     | 12              |        |
| Ret     | 24  | Simone Corsi       | Aprilia     | 2       | Caída     | 8               |        |
| Ret     | 75  | Mattia Pasini      | Aprilia     | 1       | Caída     | 1               |        |
| Ret     | 12  | Esteve Rabat       | Honda       | 0       | Caída     | 19              |        |
|         | 63  | Mike di Meglio     | Honda       |         |           | 20              |        |
| Fuente: |     |                    |             |         |           |                 |        |